# Näsinge socken
Näsinge socken i Bohuslän ingick i Vette härad, uppgick 1967 i Strömstads stad och området ingår sedan 1971 i Strömstads kommun och motsvarar från 2016 Näsinge distrikt.
Socknens areal är 45,00 kvadratkilometer, varav 43,29 land. År 2000 fanns här 298 invånare. Sockenkyrkan Näsinge kyrka ligger i socknen. 

## Administrativ historik
Näsinge socken har medeltida ursprung. 
Vid kommunreformen 1862 övergick socknens ansvar för de kyrkliga frågorna till Näsinge församling och för de borgerliga frågorna bildades Näsinge landskommun. Landskommunen inkorporerades 1952 i Vette landskommun som 1967 uppgick i Strömstads stad som 1971 ombildades till Strömstads kommun. Församlingen uppgick 2002 i Idefjordens församling.
1 januari 2016 inrättades distriktet Näsinge, med samma omfattning som församlingen hade 1999/2000.  
Socknen har tillhört län, fögderier, tingslag och domsagor enligt vad som beskrivs i artikeln Vette härad. De indelta båtsmännen tillhörde 1:a Bohusläns båtsmanskompani.

## Geografi och natur
Näsinge socken ligger nordost om Strömstad med Idefjorden i öster och sjön Färingen i sydväst. Socknen har en central slättbygd och sprickdalar som omges av ett starkt kuperat sjörikt bergslandakap.
Till de största insjöarna hör Övre Färingen, Älgsjön och Prästevattnet. Nedre Färingen och Lången delas med Skee socken medan Vaglarna delas med Hogdals socken.

## Fornlämningar
85 boplatser från stenåldern har påträffats. Från bronsåldern finns cirka 50 gravrösen, skålgropsförekomster och nio hällristningar. Från järnåldern finns gravfält och fornborgar.

## Befolkningsutveckling
Befolkningen ökade från 359 personer år 1810 till 1342  personer år 1920, varefter den senare minskades till 286 år 1990.

## Namnet
Namnet skrevs 1378 Näsini och kommer från prästgården. Efterleden är vin, 'betesmark; äng'. Förleden innehåller näs alternativt nos, 'framspringande höjdparti'.